# Mare Spumans
Mare Spumans (tiếng Latinh: biển bọt) là một biển của Mặt Trăng nằm ở ngay phía nam của Mare Undarum ở phía Mặt Trăng quay về Trái Đất. Đây là một trong nhiều hồ cao trong lưu vực Crisium, bao quanh Mare Crisium. Chất liệu của lưu vực bao quanh này có từ kỷ Nectaris, còn basalt của biển này là từ kỷ Imbrium Muộn. Hố trũng Apollonius W nằm ở rìa phía tây của Mare Spumans. Hố này màu trắng, được bao quanh bởi cái được xác định là hệ thống vệt tỏa tia (ray system).